# Århus Håndværkerforenings Asyl
Aarhus Håndværkerforenings Asyl er en fredet bygning og et tidligere asyl i Aarhus, Danmark. Bygningen stod færdig i 1866 og blev den 27. september 1980 opført i det danske register over fredede bygninger og steder af Slots- og Kulturstyrelsen. Bygningen ligger på Paradisgade i den centrale Midtbyen.

## Historie
Århus Håndværkerforening blev oprettet i 1848 og eksisterer stadig i dag. Foreningens formål var oprindeligt generelt at varetage håndværkernes interesser i byen og licensere og teste nye håndværkere. Den 2. december 1848 oprettedes en asylfond på foreningens generalforsamling. Fonden havde til opgave at indsamle midler til gamle og svage håndværkere eller deres enker. I 1867 var der indsamlet nok midler, og byggeriet til en ny asylbygning begyndte. Asylet blev placeret i Paradisgade ved siden af foreningsbygningen og stod færdigt i 1868. I 1980 blev bygningen fredet.

## Arkitektur
Bygningerne er tegnet af Vilhelm Theodor Walther og minder om nogle af hans andre værker som Holme Kirke og den tilstødende Købmandsforeningsbygning. Det er en 3-etagers bygning bygget af røde mursten toppet med et valmtag af vingede mursten. Gesimser af murværk ringer toppen af bygningen. Vinduer er primært hvidmalede gittervinduer, men på forfacaden sidder to runde vinduer over indgangsdørene, som oplyser de indvendige trapper. Indgangsdørene er buede og dørene af teaktræ.